# Velika nagrada Kitajske 2011
Velika nagrada Kitajske 2011 je bila tretja dirka Svetovnega prvenstva Formule 1 v sezoni 2011. Odvijala se je 17. aprila 2011 na dirkališču Shanghai International Circuit v Šanghaju. Zmagal je Lewis Hamilton, McLaren-Mercedes, drugo mesto je osvojil Sebastian Vettel, Red Bull-Renault, tretje pa Mark Webber, Red Bull-Renault.

## Rezultati

### Kvalifikacije
| Poz | Št | Dirkač             | Konstruktor          | 1. del   | 2. del   | 3. del    | Št. m. |
| --- | -- | ------------------ | -------------------- | -------- | -------- | --------- | ------ |
| 1   | 1  | Sebastian Vettel   | Red Bull-Renault     | 1:35,674 | 1:34,776 | 1:33,706  | 1      |
| 2   | 4  | Jenson Button      | McLaren-Mercedes     | 1:35,924 | 1:34,662 | 1:34,421  | 2      |
| 3   | 3  | Lewis Hamilton     | McLaren-Mercedes     | 1:36,091 | 1:34,486 | 1:34,463  | 3      |
| 4   | 8  | Nico Rosberg       | Mercedes             | 1:35,272 | 1:35,850 | 1:34,670  | 4      |
| 5   | 5  | Fernando Alonso    | Ferrari              | 1:35,389 | 1:35,165 | 1:35,119  | 5      |
| 6   | 6  | Felipe Massa       | Ferrari              | 1:35,478 | 1:35,437 | 1:35,145  | 6      |
| 7   | 19 | Jaime Alguersuari  | Toro Rosso-Ferrari   | 1:36,133 | 1:35,563 | 1:36,158  | 7      |
| 8   | 15 | Paul di Resta      | Force India-Mercedes | 1:35,702 | 1:35,858 | 1:36,190  | 8      |
| 9   | 18 | Sébastien Buemi    | Toro Rosso-Ferrari   | 1:36,110 | 1:35,500 | 1:36,203  | 9      |
| 10  | 10 | Vitalij Petrov     | Renault              | 1:35,370 | 1:35,149 | brez časa | 10     |
| 11  | 14 | Adrian Sutil       | Force India-Mercedes | 1:36,092 | 1:35,874 |           | 11     |
| 12  | 17 | Sergio Pérez       | Sauber-Ferrari       | 1:36,046 | 1:36,053 |           | 12     |
| 13  | 16 | Kamui Kobajaši     | Sauber-Ferrari       | 1:36,147 | 1:36,236 |           | 13     |
| 14  | 7  | Michael Schumacher | Mercedes             | 1:35,508 | 1:36,457 |           | 14     |
| 15  | 11 | Rubens Barrichello | Williams-Cosworth    | 1:35,911 | 1:36,465 |           | 15     |
| 16  | 9  | Nick Heidfeld      | Renault              | 1:35,910 | 1:36,611 |           | 16     |
| 17  | 12 | Pastor Maldonado   | Williams-Cosworth    | 1:36,121 | 1:36,956 |           | 17     |
| 18  | 2  | Mark Webber        | Red Bull-Renault     | 1:36,468 |          |           | 18     |
| 19  | 20 | Heikki Kovalainen  | Lotus-Renault        | 1:37,894 |          |           | 19     |
| 20  | 21 | Jarno Trulli       | Lotus-Renault        | 1:38,318 |          |           | 20     |
| 21  | 25 | Jérôme d'Ambrosio  | Virgin-Cosworth      | 1:39,119 |          |           | 21     |
| 22  | 24 | Timo Glock         | Virgin-Cosworth      | 1:39,708 |          |           | 22     |
| 23  | 23 | Vitantonio Liuzzi  | HRT-Cosworth         | 1:40,212 |          |           | 23     |
| 24  | 22 | Narain Kartikejan  | HRT-Cosworth         | 1:40,445 |          |           | 24     |

### Dirka
| Poz | Št | Dirkač             | Konstruktor          | Krogi | Čas/Odstop  | Št. m. | Toč |
| --- | -- | ------------------ | -------------------- | ----- | ----------- | ------ | --- |
| 1   | 3  | Lewis Hamilton     | McLaren-Mercedes     | 56    | 1:36:58,226 | 3      | 25  |
| 2   | 1  | Sebastian Vettel   | Red Bull-Renault     | 56    | +5,198      | 1      | 18  |
| 3   | 2  | Mark Webber        | Red Bull-Renault     | 56    | +7,555      | 18     | 15  |
| 4   | 4  | Jenson Button      | McLaren-Mercedes     | 56    | +10,000     | 2      | 12  |
| 5   | 8  | Nico Rosberg       | Mercedes             | 56    | +13,448     | 4      | 10  |
| 6   | 6  | Felipe Massa       | Ferrari              | 56    | +15,840     | 6      | 8   |
| 7   | 5  | Fernando Alonso    | Ferrari              | 56    | +30,622     | 5      | 6   |
| 8   | 7  | Michael Schumacher | Mercedes             | 56    | +31,026     | 14     | 4   |
| 9   | 10 | Vitalij Petrov     | Renault              | 56    | +57,404     | 10     | 2   |
| 10  | 16 | Kamui Kobajaši     | Sauber-Ferrari       | 56    | +1:03,273   | 13     | 1   |
| 11  | 15 | Paul di Resta      | Force India-Mercedes | 56    | +1:08,757   | 8      |     |
| 12  | 9  | Nick Heidfeld      | Renault              | 56    | +1:12,739   | 16     |     |
| 13  | 11 | Rubens Barrichello | Williams-Cosworth    | 56    | +1:30,189   | 15     |     |
| 14  | 18 | Sébastien Buemi    | Toro Rosso-Ferrari   | 56    | +1:30,671   | 9      |     |
| 15  | 14 | Adrian Sutil       | Force India-Mercedes | 55    | +1 krog     | 11     |     |
| 16  | 20 | Heikki Kovalainen  | Lotus-Renault        | 55    | +1 krog     | 19     |     |
| 17  | 17 | Sergio Pérez       | Sauber-Ferrari       | 55    | +1 krog     | 12     |     |
| 18  | 12 | Pastor Maldonado   | Williams-Cosworth    | 55    | +1 krog     | 17     |     |
| 19  | 21 | Jarno Trulli       | Lotus-Renault        | 55    | +1 krog     | 20     |     |
| 20  | 25 | Jérôme d'Ambrosio  | Virgin-Cosworth      | 54    | +2 kroga    | 21     |     |
| 21  | 24 | Timo Glock         | Virgin-Cosworth      | 54    | +2 kroga    | 22     |     |
| 22  | 23 | Vitantonio Liuzzi  | HRT-Cosworth         | 54    | +2 kroga    | 23     |     |
| 23  | 22 | Narain Kartikejan  | HRT-Cosworth         | 54    | +2 kroga    | 24     |     |
| Ods | 19 | Jaime Alguersuari  | Toro Rosso-Ferrari   | 9     | Kolo        | 7      |     |